# Stanko Bubalo
Stanko Bubalo (født 26. april 1973 i Široki Brijeg, Jugoslavien) er en kroatisk tidligere fodboldspiller (angriber). Han spillede to kampe for det kroatiske landshold, venskabskampe mod henholdsvis Frankrig og Mexico.
Bubalo stoppede sin karriere i 2009 efter to sæsoner hos NK Široki Brijeg i sin fødeby.